# Massimo Morsello
Massimo Morsello (n. 10 noiembrie 1958, Roma, Italia – d. 10 martie 2001, Londra, Anglia, Regatul Unit) a fost un poet, muzician, terorist, creatorul grupării Forza Nuova Italia. Morsello a fost condamnat la 9 ani și 6 luni pentru terorism.

## Viata
Se naște la data de 10 noiembrie 1958 la Roma, într-o familie nu tocmai săracă. Mama sa era născută în Bulgaria. Pe tatăl său îl descrie ca fiind “profund anticomunist” și un admirator al filosofiei sociale a fascismului.

### Tinerețea
Este activ politic încă de la 14 ani.
Își pierde tatăl de mic copil, ceea ce îl determină să lupte cu mai multă vehemență și generozitate. În această perioadă, lupta sa politică se exprimă prin militantismul în FUAN (Fronte Universitario di Azione Nazionale) din Via Sienna. Massimo înfruntă dificultățile acelor vremuri cu entuziasmul unui tânăr și cu o bunătate care devine proverbială odată cu timpul.
Tot acum compune primele sale cântece, dovedind, de la început, un talent imens. (Și) prin “Campo Hobbit”, ediția din 1978, acea reunire de militanți talentați, Massimo Morsello se impune ca punct de referință în mișcarea naționalistă italiană. Cu un curaj și cu o conduită legendare, cu o cordialitate irezistibilă, generos în raporturile cu oamenii, inflexibil în fața atacurilor, el devine prietenul pe care l-ar fi dorit oricine. Imensa popularitate printre camarazii din Roma a “micului Massimo” îi atrage după sine diminutivul Massimino.
Excelează în muzică și în politică (în timpul tranziției liberale activează în MSI - Movimento Sociale Italiano, la care aderă în 1975). Se angajează în lupta de contestare fundamentală a sistemului, participând în grupări care întrețineau flacăra revoluționară. Aceste grupări sunt nemilos reprimate de către regimul de atunci, Italia plonjând în epoca “anilor de plumb”, o perioadă punctată de atentatele comuniștilor, întrunirile mai mult sau mai puțin clandestine ale NATO, de activitățile lojelor masonice, precum și de o poliție paralizată de tentaculele mafiei. Se subînțelege că mulți dintre naționaliști au fost arestați.

### Lam
În august 1980, în timpul incidentului din Centocelle, zonă aflată la periferia Romei, Massimo asistă la uciderea camaradului său, Alberto Giaquinto. Cazul Giaquinto a fost ignorat total de către justitiția italiană. Insistența de a mărturisi ceea ce se întamplase cu adevărat duce la emiterea unui mandat de arestare pe numele său, un preț plătit pentru fidelitatea față de un camarad și față de adevăr. În pericol de a fi arestat, Massimo fuge în 1981 în Franța. Protejând refugiații, dar numai cu condiția ca aceștia sa fie “roșii”, Franța extrădează fără remușcări refugiații politici naționaliști. Massimo alege să ceară azil la Londra. Mai mulți camarazi îi urmează exemplul.
În Italia e condamnat (în lipsă) la 9 ani de închisoare pentru că “făcea parte dintr-o organizație subversivă” (a se citi încercarea de a demasca corupția liderilor italieni din anii ‘70, care mai târziu oricum vor fi condamnați la închisoare. Naționaliștilor nu li s-a recunoscut nici un merit pentru acest fapt).
La Londra, Morsello începe o viață marcată de greutăți economice, de munci umilitoare, dar întotdeauna în rigoare morală și cu o perfectă coerență. Împreună cu alți camarazi înființează (din postura precară de exilat) o agenție, Easy London, care-și propunea să procure locuințe și locuri de muncă pentru studenți sau șomeri. Acest demers are succes, ceea ce îi aduce creatorului ei o onestă recunoaștere. 100 de persoane și familii beneficiază de pe urma muncii sale. Prin acest stil unic, Massimo oferă, păstrând proporțiile desigur, o alternativă economică reală.
Forțele adverse încearcă încadrarea acestui miracol economic, realizat în pur spirit corporativ, la capitolul “activități clandestine și subversive”, neținând cont de cele 100 de mărturii argumentate ce atestau contrariul. În plus, ultimii ani ai “operațiunii Londra” au coincis cu apariția maladiei. Totuși, afacerile nu-l îndepărtează de politică și nici de muzică.
Pe plan politic, înființează International Third Position (ITP), a cărei faimă și influență se va extinde rapid în întreaga Europă. Fundamentul ideologic al ITP este și doctrina legionară, Massimo Morsello având un rol important în popularizarea figurii Căpitanului în rândurile naționaliștilor europeni.
Pe 29 septembrie 1997 (chiar în ziua Sfântului Arhanghel Mihail), Massimo Morsello fondează, împreună cu Roberto Fiore, Forza Nuova, o mișcare ce amesteca magistral noul cu moștenirea fascistă și viziunea tradiționalistă catolică asupra lumii. Obiectivul celor 2 italieni, aflați încă în exil, era de a forma o matrice organizațională pentru o mișcare italiană naționalistă, dispărută prin “berlusconizarea” Alianței Naționale conduse de Fini. Antifașcistii, aflați în delir, denunță Forza Nuova, ca fiind o structură de comploturi islamo-teroriste (sic!), subvenționată de poliție.

### Din nou în Italia… pentru totdeauna
La mijlocul anilor ’90, Massimo Morsello e diagnosticat cu cancer. Tratamentele nu au nici un rezultat. În 1998 doctorii îi mai dau maxim 3 luni de trăit. Mai supraviețuieste încă 3 ani!
În martie 1999, Massimo Morsello intră în Italia, după 16 ani de exil, grație legii Simeone. Ca și când nu i-ar fi fost de ajuns durerea provocată de boala care lovea nemilos, în anul 2001 îi moare fiica, Natalia. Massimo dă dovadă de o credință incredibilă în Dumnezeu. Rezistența sa e datorată fidelității față de Messa Tridentina și față de catolicismul inadulterin, roman și etern. Crede în puterea catolicismului de a crea o Italie nouă, o Italie demnă. Din punct de vedere politic nu regretă nimic.
Această credință l-a acompaniat și în ultimele momente ale bătăliei decisive. După o criză neîndurătoare, în dimineața zilei de 10 martie 2002, la vârsta de 43 de ani, se stinge din viață, înconjurat de tânăra sa soție și de cei mai apropiați prieteni.
Ultimele sale cuvinte au fost: “Sono pronto!”, repetate de 3 ori.
Astfel a murit Massimo Morsello. Dar, așa după cum spunea și Napoleon, “a muri nu înseamnă a fi invins”. Massimo a luptat, nu a plecat fruntea decât în fața unicului său Rege, un rege în fața căruia se poate prezenta cu atâtea lucruri minunate realizate, dar mai ales cu meritul de a fi contribuit la împăcarea lui Dumnezeu cu Italia și a Italiei cu Dumnezeu.

## Muzica
La numai 20 de ani e recunoscut ca unul dintre cei mai mari cantautori ai muzicii alternative din Italia. Cântă în concerte la care asistă mii de spectatori, încep primele înregistrări.
Primele cântece din exil le va înregistra în anii ’90 la Londra. Textele sunt mai incisive, mai penetrante ca niciodată. Albumele sale depășesc 5.000 de exemplare, deși sunt răspândite aproape numai în mediile naționaliste. Presa e interesată de acest fenomen creat de artistul exilat. “Punto di non ritorno” este singurul său material înregistrat profesionist. Acest album va atinge cifra de 15.000 de copii.
Pe 22 iulie 1996 susține un concert de 2 ore, transmis prin satelit pe ecrane mari în Roma și Milano. Titlul concertului: “Scusate, ma non posso venire” (“Scuze, dar nu pot veni”). La Roma, cei peste 2.000 de polițiști mobilizați creează o stare de asediu, interzicând transmisia video, fiind permis doar sunetul. O parte a presei italiene critică metodele folosite de poliție.
Ca muzician recunoaște influența cântărețului italian Francesco De Gregori.
În ultimele sale creații va încerca să dezvolte un stil propriu, lucru vizibil în piese ca “Otto di Settembre” și “Vandea”. Versurile se axează pe teme ca: revoluție, naționalism, fascism, avort sau Uniunea Europeană.
Mulți dintre muzicienii naționaliști italieni de astăzi sunt influențați de muzica celtică sau Oi!. Morsello pune ideile sale politice pe muzică folk. În demersul său este ajutat de nelipsita-i chitară.
Piesele lui Morsello sunt de bună calitate și se ridică la același nivel cu cele ale cântăreților faimoși de extremă stânga.

### Discografia
1. Per me… e la mia gente (1978)
2. I nostri canti assassini (1981)
3. Intolleranza (1990)
4. Punto di non ritorno (1996)
5. Massimino (compilație) (1997)
6. La direzione del vento (1998)

## Biografie
- http://ro.novopress.info/?p=70 Arhivat în 23 octombrie 2005, la Wayback Machine.
- http://pancone.blogspot.com/2006/02/massimo-morsello.html Arhivat în 1 decembrie 2011, la Wayback Machine.